# Смородский, Павел Андреевич
Павел Андреевич Смородский (2 сентября 1856, имение в с. Лунёвка Богородицкого уезда Тульской губернии (ныне Воловского района Тульской области) — после 1917) — генерал от инфантерии, участник русско-турецкой войны 1877—1878 годов, управляющий Александровского комитета о раненых.

## Биография
Православный. Из мелкопоместных дворян, которому в с. Луневке принадлежало всего 70 десятин земли.
Окончил Михайловскую Воронежскую военную гимназию (1873) и 1-е Павловское военное училище (1875), был выпущен подпоручиком. В чине прапорщика в составе Павловского лейб-гвардии полка участвовал в русско-турецкой войне 1877—1878 г. С августа 1877 по март 1882 г. — подпоручик.
В связи с успешным окончанием в 1882 году Николаевской академии Генерального штаба (по 1-му разряду) поручику П. Смородскому был присвоен чин штабс-капитана гвардии с переименованием в капитаны Генерального штаба (04.04.1882).
Продолжил службу в Одесском военном округе старшим адъютантом штаба 15-й пехотной дивизии.
С февраля 1886 по август 1891 г. — заведовал передвижением войск по железным дорогам и водным путям Волжского-Камского района. В феврале 1886 г. — подполковник. Цензовое командование батальоном отбывал в Павловском лейб-гвардии полку с ноября 1889 по октябрь 1890 г.
За отличия в августе 1890 г. ему был присвоена звание полковника. В августе 1891 г. П. Смородский переведен в Главный Штаб в числе положенных по штату штаб-офицеров Генерального штаба, где служил до марта 1892 г. Тогда же назначен делопроизводителем канцелярии Комитета по мобилизации войск.
С апреля 1899 г. по январь 1901 г. — начальник отдела Главного Штаба.
В апреле 1900 г. П. Смородскому был присвоен чин генерал-майора (за отличие (по манифесту). Назначен на должность начальника отдела Управления военных сообщений Главного Штаба (17.01.1901-27.05.1904). С мая 1904 по октябрь 1910 г. состоял в числе двух генералов, положенных по штату при Главном Штабе.
Во время русско-японской войны — командир 2-й бригады 2-й гвардейской пехотной дивизии (02.09.1904-23.05.1905 и 08.06.1905 — 01.10.1905).
С декабря 1906 г. — генерал-лейтенант (за отличие).
С октября 1910 по январь 1914 г. занимал должность начальника пенсионного и по службе нижних чинов отдела Главного Штаба. Затем был назначен управляющим делами Александровского комитета о раненых. Инициатор создания особых братских кладбищ жертв Великой войны, в частности, Минского Братского воинского кладбища, жертв первой мировой войны 1914—1918 годов.
С 22.03.1915 года П. Смородский — генерал от инфантерии.
В 1917 г. был отстранен от должности и состоял в резерве при штабе Петроградского военного округа. В связи с болезнью уволен со службы с мундиром и пенсией 10.09.1917 (23.10.1917). Дальнейшая судьба П. Смородского — неизвестна.

## Награды
- Орден Святого Станислава 3-й степени с мечами и бантом (1878);
- Орден Святой Анны 4-й степени (1878);
- Орден Святой Анны 3-й степени с мечами и бантом (1878);
- Орден Святого Станислава 2-й степени (1885);
- Орден Святого Владимира 4-й степени (1889);
- Орден Святой Анны 2-й степени (1893);
- Орден Святого Владимира 3-й степени (1896);
- Орден Святого Станислава 1-й степени (1902);
- Орден Святой Анны 1-й степени (1905);
- Орден Святого Владимира 2-й степени (1909);
- Орден Белого Орла (1913) и др.